# Portrait de Pablo Picasso
Portrait de Pablo Picasso (ou parfois Hommage à Pablo Picasso) est une peinture de l'artiste espagnol Juan Gris, réalisée en 1912, conservé à l'Art Institute de Chicago, aux États-Unis.

## Description
Le tableau est une peinture à l'huile sur toile. Il s'agit d'un portrait stylisé du peintre Pablo Picasso assis. Ce dernier est représenté comme un artiste avec une palette sur laquelle sont disposées des tâches de couleurs dans la main.
On peut considérer la peinture comme une œuvre du cubisme analytique avec la décomposition des formes du personnage et du fond. L'inscription en bas à droite «Hommage à Pablo Picasso » montre le respect de Gris pour le leader du mouvement cubiste.

## Historique
Juan Gris peint le portrait en 1912. C'est alors l'une des premières peintures cubistes réalisées par un autre peintre que Pablo Picasso ou Georges Braque.

## Expositions
- Salon des indépendants de 1912, Paris, 1912.